# الژبیتا بینکفسکا
الژبیه‌تا اِوا بینکوفسکا (تلفظ در لهستانی: [ɛlʐˈbʲɛta bʲɛɲˈkɔfska]؛ با نام خانوادگی پیشین مویخو؛ زادهٔ ۴ فوریهٔ ۱۹۶۴) سیاست‌مدار لهستانی است که پیش‌تر به‌عنوان معاون نخست‌وزیر لهستان و وزیر توسعه منطقه‌ای و حمل‌ونقل فعالیت کرده است. او سپس از ۲۰۱۴ تا ۲۰۱۹ به‌عنوان کمیسر اروپایی در تیم ژان-کلود یونکر فعالیت داشت.
بینکوفسکا از ۱۶ نوامبر ۲۰۰۷ تا ۲۷ نوامبر ۲۰۱۳ در کابینه نخست‌وزیر دونالد توسک، وزیر توسعه منطقه‌ای بود. او سپس به‌عنوان معاون نخست‌وزیر لهستان منصوب شد و همزمان مسئولیت‌های پیشین خود را در وزارت زیرساخت و توسعه ادامه داد.

## تحصیلات
بینکوفسکا از دانشگاه یاگیلونیا با مدرک کارشناسی ارشد در رشته شرق‌شناسی و لغت‌شناسی در سال ۱۹۸۹ فارغ‌التحصیل شد. همچنین مدرک تحصیلات تکمیلی از مدرسه ملی مدیریت عمومی لهستان و سپس مدرک کارشناسی ارشد مدیریت کسب‌وکار/بازرگانی را از مدرسه اقتصاد ورشو (SGH) دریافت کرده است.

## حرفه اجرایی
فعالیت بینکوفسکا در مدیریت دولتی از شورای شهر کاتوویتسه آغاز شد؛ جایی که روی قراردادهای منطقه‌ای کار می‌کرد و در سال ۱۹۹۹ به ریاست اداره اقتصاد کاتوویتسه ارتقا یافت. در همان سال به‌عنوان مدیر توسعه منطقه‌ای استان سیلسیان منصوب شد و تا سال ۲۰۰۷ در این سمت باقی ماند.

## حرفه سیاسی
بینکوفسکا خود را یک فن‌سالار توصیف می‌کند. او عضو هیچ حزبی نیست و در انتخابات ۲۰۱۱ به‌عنوان نامزد مستقل، با حمایت سکو شهروندی، به سنا لهستان راه یافت.

### وزیر زیرساخت و توسعه، ۲۰۰۷–۲۰۱۳
در دولت نخست‌وزیر لهستان دونالد توسک، بینکوفسکا به‌عنوان وزیر زیرساخت و توسعه اقتصادی لهستان و همچنین معاون نخست‌وزیر از پایان ۲۰۱۳ تا پایان سپتامبر ۲۰۱۴ خدمت کرد. او در این مسئولیت، وظیفه تخصیص بودجه اتحادیه اروپا و زیرساخت حمل‌ونقل کشور را بر عهده داشت. وزارتخانه تحت هدایت او، پس از وزارت دارایی، بزرگ‌ترین نهاد دولتی لهستان بود و ۱۶۰۰ کارمند و ۹ معاون وزیر داشت. در فوریه ۲۰۱۳، او موفق به دریافت ۱۰۵٫۸ میلیارد یورو از بودجه اتحادیه اروپا برای دوره ۲۰۱۴ تا ۲۰۲۰ شد.

### عضو کمیسیون اروپا، ۲۰۱۴–۲۰۱۹
در ۳ سپتامبر ۲۰۱۴، بینکوفسکا به‌عنوان نامزد لهستانی برای عضویت در کمیسیون اروپا معرفی شد تا جایگزین رادوسواف سیکورسکی وزیر امور خارجه پیشین شود که در ماه اوت نامزد شده بود تا به‌عنوان نماینده عالی اتحادیه اروپا در سیاست خارجی و امور امنیتی انتخاب شود.
در ۱۰ سپتامبر ۲۰۱۴، یونکر بینکوفسکا را به‌عنوان کمیسر اروپایی برای بازار واحد اروپا، بخش دوم اقتصاد، کارآفرینی و بنگاه‌های کوچک و متوسط معرفی کرد و از ۱ نوامبر ۲۰۱۴، او به‌طور رسمی کار خود را در کمیسیون یونکر آغاز کرد.
بینکوفسکا به‌عنوان کمیسر، مسئول بخش صنعتی استراتژی دفاعی و امنیتی اتحادیه اروپا بود و از سال ۲۰۱۵ ریاست گروه سطح‌بالای کمیسیون اروپا برای پژوهش‌های دفاعی را برعهده داشت. در سال ۲۰۱۶، او صندوق دفاع اروپا و برنامه توسعه صنایع دفاعی اروپا را به‌عنوان بخشی از واکنش به برگزیت پیشنهاد داد.
او همچنین در دوران فعالیت خود در کمیسیون، خواستار آن شد که کمیسیون اروپا اختیار نظارت بر آزمایش‌ها و کنترل‌های ملی خودروها را در پی رسوایی آلایندگی خودروهای فولکس‌واگن داشته باشد. در سال ۲۰۱۸، او خواهان سرمایه‌گذاری ۲۰ میلیارد یورویی از بودجه هورایزن اروپا در زمینه هوش مصنوعی شد.

## سایر فعالیت‌ها
الژبیتا بینکوفسکا علاوه بر مسئولیت‌های سیاسی، در حوزه‌های علمی و بین‌المللی نیز فعال بوده است. او عضو هیئت حاکمه ابتکار عمل واکسن سل (TBVI) است، که به توسعه و ترویج واکسن‌های جدید برای مبارزه با بیماری سل اختصاص دارد. همچنین به‌عنوان عضو هیئت مشاوران انجمن اونا اروپا، در همکاری‌های علمی و دانشگاهی میان دانشگاه‌های برجسته اروپا نقش‌آفرینی می‌کند. این فعالیت‌ها نشان‌دهنده تعهد او به پیشرفت علمی، بهداشت جهانی و آموزش عالی هستند.
- عضو هیئت حاکمه ابتکار عمل واکسن سل (TBVI)[۱۵]
- عضو هیئت مشاوران انجمن اونا اروپا[۱۶]

## نشان‌ها و افتخارات
الژبیتا بینکوفسکا در طول دوران فعالیت حرفه‌ای خود موفق به دریافت افتخارات متعددی شده است. از جمله مهم‌ترین آن‌ها می‌توان به نشان سلطنتی نروژ برای شایستگی در درجه فرمانده با نوار و نیز نشان شایستگی برای دفاع ملی لهستان اشاره کرد که در شهر کاتوویتسه به او اهدا شد. این افتخارات گواهی بر نقش برجسته و خدمات ارزنده او در حوزه‌های سیاسی و عمومی هستند.
- - فرمانده (با نوار)، نشان سلطنتی نروژ برای شایستگی
- - نشان شایستگی برای دفاع ملی، کاتوویتسه[۱۷]

## زندگی شخصی
بینکوفسکا متأهل است و سه فرزند دارد.